# ASL 항공 아일랜드
ASL 항공 아일랜드(영어: ASL Airlines Ireland)는 아일랜드의 화물 항공사로 섀넌 공항, 더블린 공항, 파리 샤를 드 골 공항이 허브 공항으로 1972년에 에어컨트랙터(영어: Air Contractors)로 설립되었고 주로 DHL 항공과 페덱스 익스프레스 항공편을 제공한다.

## 보유 기종
- 2015년 10월 기준으로 ASL 항공 아일랜드는 다음과 같은 기종을 보유하고 있다.[2]

| 기종                | 대수 | 주문 | 비고                         |
| ------------------- | ---- | ---- | ---------------------------- |
| 에어버스 A300-600RF | 4    | 0    | 전 기종 DHL 항공 운항        |
| ATR 42-300F         | 7    | 0    | 5대는 페덱스 익스프레스 운항 |
| ATR 72-200F         | 15   | 0    | 5대는 페덱스 익스프레스 운항 |
| ATR 72-500F         | 1    | 0    |                              |
| 보잉 737-300        | 1    | 0    |                              |
| 보잉 757-200        | 4    | 0    | 에어링구스 운항              |
| 합계                | 32   |      |                              |

## 같이 보기
- 에어링구스
- 페덱스 익스프레스